# Allokotarsa nigriceps
Allokotarsa nigriceps är en skalbaggsart som beskrevs av Moser 1924. Allokotarsa nigriceps ingår i släktet Allokotarsa och familjen Melolonthidae. Inga underarter finns listade i Catalogue of Life.